# Laure Sansus
Pas d'image ? Cliquez ici

a Compétitions nationales et continentales officielles uniquement.

b Matchs officiels uniquement.
Dernière mise à jour le 3 mai 2023.
Laure Bourdon Sansus, née Laure Sansus le 21 juin 1994 dans le Lauragais, est une joueuse internationale française de rugby à XV évoluant au poste de demi de mêlée. 

## Biographie
Laure Sansus naît le 21 juin 1994 dans le Lauragais. Originaire de Toutens, elle commence le rugby à l'école de rugby de Labastide-Beauvoir. Elle rejoint ensuite le Saint-Orens rugby féminin en cadets avant d'être recrutée par l'Avenir Fonsorbais rugby féminin qui devient ensuite le Stade toulousain.
Le 6 février 2016, à Bourg-en-Bresse, elle fait ses débuts internationaux contre l'Italie (victoire française, 39-0), en tant que remplaçante derrière la mêlée,.
Elle arrête sa carrière durant la saison 2017-2018, avant de revenir, toujours au Stade toulousain, à l'intersaison 2018.
Le 18 mai 2019, elle dispute la finale du championnat de France, titulaire à la mêlée, avec le Stade toulousain contre Montpellier. Les toulousaines s'inclinent (22-13) au Stade Maurice-Trélut à Tarbes.
Le 15 mai 2022, elle annonce qu'elle prendra sa retraite sportive à l'issue de la saison 2022. En septembre, elle est sélectionnée par Thomas Darracq pour disputer la Coupe du monde de rugby à XV en Nouvelle-Zélande. Lors du deuxième match de la compétition face à l'Angleterre, elle subit une rupture du ligament croisé antérieur d'un genou, ce qui entraîne son retrait de la compétition et précipite sa fin de carrière.
Le 27 mars 2023, elle intègre le stade toulousain en tant que coach avec Céline Ferer. Elle dirige également le centre de perfectionnement du club, lancé en avril 2023.

### Vie privée
Laure Sansus se marie avec Pauline Bourdon en août 2023.

## Palmarès

### En club
- Championnat de France féminin 1re division :
  - Vainqueur : 2022
  - Finaliste : 2019

### En équipe nationale
- Tournoi des Six Nations :
  - victoire en 2016
- 13 sélections en équipe de France au 2 février 2020[12]

En 2020, lors du premier match du Tournoi des Six Nations, le 2 février au stade du Hameau de Pau,  elle marque un essai contre l'Angleterre à la 25e minute, match où la France s'incline 19 à 13.
Elle est la meilleure marqueuse d'essais du Tournoi des Six Nations féminin 2022.[réf. souhaitée]
Elle obtient le titre de "Joueuse du Tournoi" dans le cadre du Tournoi des Six Nations féminin 2022.

### Distinctions personnelles
- Meilleure joueuse du Tournoi des Six Nations en 2022
- Meilleur joueuse internationale française en 2022 lors de la dix-huitième Nuit du rugby[15],[16]
- Oscars du Midi olympique : Oscar de la meilleure joueuse française 2022[17]
- Retenue par World Rugby dans la « Dream Team féminine de l'année » au poste de n°9 en 2022[18] et 2021[19].